# Nedungundram
Nedungundram es una ciudad censal situada en el distrito de Chengalpattu en el estado de Tamil Nadu (India). Su población es de 14390 habitantes (2011). Se encuentra a 27 km de Chennai y a 50 km de Kanchipuram. Forma parte del área metropolitana de Chennai.

## Demografía
Según el censo de 2011 la población de Nedungundram era de 14390 habitantes, de los cuales 7376 eran hombres y 7014 eran mujeres. Nedungundram tiene una tasa media de alfabetización del 87%, superior a la media estatal del 80,09%: la alfabetización masculina es del 91,67%, y la alfabetización femenina del 82,07%.